# Мимотоп
Мимотоп је макромолекул, често пептид, која опонаша структуру епитопа. Због тих својстава, изазива одговор антитела сличан ономе који изазива епитоп. Антитело за дати антиген епитопа препознаће мимотоп који га опонаша. Мимотопи се обично добијају из библиотека приказа фага, кроз биопанирање (биолошко прање), добијених путем техника за производњу и скрининг нових протеина и полипептида уметањем фрагмената гена у ген одговорних за површински протеин бактериофага. Нови протеин појављује се у површинском премазу фага у којем се може манипулирати и тестирати његова биолошка активност.
Развијају се и вакцине које користе мимотопе. Мимотопи су врста пептида аптамера. Кад је Марио Гејсен сковао појам „мимотоп”, 1986, користио се за описивање пептида који опонашају епитоп. Међутим, овај концепт је проширен и на пептидне миметике свих врста везних места. Као опонашање места везања, мимотопска анализа нашироко се користи у мапирању епитопа, идентификујући циљане лекове и закључујући интеракцијску мрежу протеина. Надаље, мимотоп је показао и потенцијал у развоју нове дијагностике, терапеутике и вакцина. Осим тога, посебни афинитети посредовани мимотопима, разним полуводичима и другим материјалима показали су врло охрабрујуће и обећавајуће могућности примене у новим материјалима и новим енергетским студијама. Стога, прикупљање података о мимотопима у посебну базу података заслужује пажњу. Године 2010, објављена је верзија 1.0 базе података MimoDB. Имала је 10.716 пептида груписаних у 1229 скупова. Ти пептиди су извађени из резултата биопанирања случајних библиотека пептида приказаних фага. извештених у 571 раду. База података MimoDB недавно је ажурирана на тренутну верзију 2.0.
Верзија 2.0 садржи 15.633 пептида прикупљених из 849 радова и груписаних у 1818 скупова. Осим основних података о огледима панирања и њиховим исходима, обухваћене су широке позадинске информације о циљу, предлошку, библиотеци и структури. Биоинформатичари су такође обухваћени уз евалуацију приложених референтних вредности како би развили и оценили своје нове моделе, алгоритме и програме. Осим тога, база података пружа алате за једноставно и напредно претраживање, визуелизацију структуре, БЛАСТ и приказ брзог поравнања. Експериментални биолози лако могу користити базу података као виртуелну контролу како би изузели могуће циљане пептиде. MimoDB је доступна бесплатно.